# کشتی رستاخیز
کشتی رستاخیز (به انگلیسی: Adventure C: Ship Of Doom) در سبک ماجرایی، توسط شرکت Artic Computing تولید و منتشر گردید. این بازی سومین نسخه از سری بازی‌های ماجرایی Artic می‌باشد. 

## گیم‌پلی و داستان
داستان بازی هنگامی آغاز می‌شود که شما در حال یک پرواز اکتشافی در فضا هستید ولی ناگهان توسط یک نیروی جاذبه مرموز به داخل یک رزم ناو بیگانه کشیده می‌شوید. در این ماجرا شما همراه حیوان اهلی خود یعنی فِرِد هستید و بزودی کشف می‌کنید که این رزم ناو بر روی پروژه برده کِشی نسل انسان فعالیت می‌کند. بیگانه‌ها قصد دارند تا سیارات محل سکونت انسان‌ها را پیدا نموده و با جایگزینی یک تراشه به جای مغز آن‌ها، انسان‌ها را برده خود نمایند. هدف اولیه شما آزاد کردن کشتی فضایی خود با ورود به اتاق اصلی کامپیوتر است.
این بازی از هیچگونه گرافیک کامپیوتری استفاده نمی‌کند و فقط بااستفاده از متن باید این بازی را انجام دهید. لغات بکار رفته در این بازی ساده بوده و بازیباز باید با استفاده از کلمات مبتنی بر فعل و اسم، بازی را پیش ببرد.

## سیستم‌ها
این بازی در سال ۱۹۸۲ برای رایانه خانگی اسپکتروم، در سال ۱۹۸۴ برای کمودور ۶۴ و در سال ۱۹۸۵ با همکاری شرکت دلار سافت (Dollarsoft) بر روی آمستراد سی پی سی منتشر گردید.